# Szőlősi Arany-lyuk
A Szőlősi Arany-lyuk Magyarország megkülönböztetetten védett barlangjai között van. A Duna–Ipoly Nemzeti Parkban lévő Gerecse hegységben található. Gyakran előfordulnak denevérek járataiban.

## Leírás
Vértesszőlős külterületén, a Halyagos-hegy ÉNy-i oldalában lévő Farkas-völgy felső szakaszán van töbör aljáról nyíló és háromszög alakú bejárata, amely 0,8 m magas és 1 m széles. A piros sáv jelzésű forgalmas turistaút mellett van lezáratlan bejárata. Turistatérképeken Arany-lyuk név feltüntetésével és barlangjellel jelölve van helye. A Szőlősi Arany-lyuk és a Vértes László-barlang között helyezkedik el a Szende-barlang.
Bejárata kis aknába nyílik, melynek aljáról lejtős és rövid kuszoda vezet a kis termekből, szűk kuszodákból és egy 10 m mély tág aknából álló belső barlangrészbe. Az időszakosan aktív víznyelőbarlang felső triász vastagpados mészkő É–D-i és ÉNy–DK-i irányú törésvonalai mentén jött létre a beszivárgó víz korróziójának hatására, de a falakon megfigyelhetők eróziós formák is.
Kevés képződmény található benne. Néhány kisméretű cseppkő keletkezett a barlangban. Az időszakosan beáramló nagy mennyiségű víz egy bejáratközeli kis aknában visszaduzzadás nélkül elszivárog. Szabadon látogatható.
Levegőjének hőmérséklete 7,5–10 °C között változik, általában 9 °C alatti. A Gerecse Barlangkutató és Természetvédő Egyesület végzett a Szőlősi Arany-lyukban denevér-megfigyeléseket, amelyek során 4 denevérfaj; kis patkósdenevér, vízi denevér, horgasszőrű denevér és közönséges denevér jelenlétét állapították meg a csoporttagok. Az észlelési adatok és a néha fellelhető friss ürülék alapján kis faj- és egyedszámú téli és feltételesen alkalmi nyári denevér-szálláshelynek tekinthető.
1977-ben volt először Szőlősi Arany-lyuknak nevezve a barlang az irodalmában. Előfordul a barlang az irodalmában 17.sz. viznyelő (Juhász 1978), 17.sz. víznyelő (Juhász 2007), 17.sz.víznyelő (Székely 1994), Aranyluk (Bertalan 1976), Aranylukak (Vigh 1937), Arany-lyuk (Bertalan 1976), Aranylyuk (Természetjárás 1957), aranylyuk (Vigh 1937), Öreg-Kovácsi-barlang (Kordos 1984), Szöllősi Arany-lyuk (Kordos 1981), Szőllősi-Arany-lyuk (Lendvay 1977), szőlősi Arany-lyuk (Kordos 1984) és Tatabányai Arany-lyuk (Székely 1994) neveken is.

## Kutatástörténet
Fényes Elek 1848-ban napvilágott látott könyve szerint a szőlősi és baji határban nevezetes nyelők találkoznak, melyekben az esővíz összegyűlik és mivel nem tud elfolyni a víz kősziklák közé és alá folyik nagy robajjal. Valószínűleg ezek a nyelők a tatai forrásokat is táplálják.
A Turisták Lapja 1937. évi évfolyamában megjelent, Vigh Gyula által írt tanulmányban az van írva, hogy a Vaskapu völgyében van az aranylyuk ponorbarlang járatrendszere 4 víznyelővel és 3 dolinával, töbörrel. Kürtőszerű szűk bejárata ponor alján, 376 m tengerszint feletti magasságban a legkeletibb É–D-i nyiladék és út keresztezésénél helyezkedik el. 5–6 m-es alacsony és vízszintes folyosó után 1930-ban már csak egy 5 és 10 m-es kürtő volt járható hágcsóval, a többit eltömte a behordott agyagos kőtörmelék. Szájhagyomány szerint nagy kincseket rejtettek ide a régi háborúkkor, innen a név is. A vértesszőlősi nyelőket Fényes Elek 1848-ban úgy említi, hogy azok időszakos vizükkel a tatai forrásokat is táplálják. A publikációhoz mellékelve lett egy Gerecse hegység térkép, amelyen fel vannak tüntetve turista útjelzések, nevezetesebb barlangok, víznyelők és zsombolyok. A térképen megfigyelhető az Aranylukak földrajzi elhelyezkedése.
Az 1957. évi Természetjárásban kiadott áttekintés szerint az Aranylyuk a Vaskapu-völgyben, a turul mögötti Nagyrét után helyezkedik el. A Gerecse egyik legérdekesebb barlangjának több víznyelője és töbre van. Jártak benne kutatók, de az agyagos kőtörmelék nagyrészt már eltömte. A Bertalan Károly és Schőnviszky László által összeállított, 1976-ban megjelent Magyar barlangtani bibliográfia barlangnévmutatójában meg van említve a Gerecse hegységben, a Farkas-völgyben elhelyezkedő barlang Arany-lyuk néven. A barlangnévmutatóban meg van említve 2 irodalmi mű, amelyek foglalkoznak a barlanggal.
Az 1976-ban befejezett, Bertalan Károly által írt Magyarország barlangleltára kéziratban az olvasható, hogy a Gerecse hegységben lévő, vértesszőlősi Arany-lyuk másik neve Aranyluk. A Farkas-völgyben, a Halyagos-hegyről a Ferenc házhoz vezető nyiladék és az út kereszteződésében van 0,3×0,4 m-es bejárata. Árokszerű mélyedés végében nyílik. Az aktív víznyelőbarlang, amely tektonikus repedésbe torkolló vízvezető járatból és néhány hasadékból áll, 70 m hosszú, 0,3×5 m széles és 14 m mély. Rendszeréhez további 4 feltáratlan víznyelő tartozik. A kézirat barlangra vonatkozó része egy publikáció és Lendvay Ákos közlése alapján lett írva. Az 1977. évi MKBT Beszámolóban napvilágot látott, Jánossy Dénes által írt jelentésben meg van említve, hogy szórvány őslénytani leletet gyűjtött 1977-ben Lendvay Ákos a Szőlősi Arany-lyukból (Gerecse hegység).
A Vértes László Karszt- és Barlangkutató Csoport 1978. évi jelentésében az olvasható, hogy az addigi eredmények miatt a csoport átértékelte a csoport által 1969-ben készült helyszínrajzot és ezért a 17.sz. viznyelő a Szőllősi-Arany-lyuk. A jelentéshez mellékelve lett egy 1:10.000 méretarányú helyszínrajz, amelyen a Halyagos-hegy barlangjainak és víznyelőinek elhelyezkedése látható. A helyszínrajzon jelölve van a Szőlősi Arany-lyuk helye. Az 1978. évi MKBT Beszámolóban kiadott, Kordos László által írt jelentésben az van írva, hogy Lendvay Ákos 1978. április 6-án az Arany-lyuk kuszodájának és bejárati aknájának kereszteződéséből, kb. 5–6 m mélységből gyűjtött holocén csontmaradványokat.
A Kőbányai Barlangkutató és Hegymászó Szakosztály 1979. évi jelentésében az van írva, hogy a Szőlősi Arany-lyukból, a Hófehérke-barlangból és a Névtelen-nyelőkből álló rendszer kutatásával (amelyeknek összefüggése a szakosztály által 1976-ban ki lett mutatva) a Gerecse legnagyobb barlangjainak feltárulását várja a szakosztály. A rendszer valószínűleg a Vértes László-barlang felett egyesül és járatainak mérete feltételezhetően akkora vagy szerencsés esetben nagyobb lesz, mint a magas termei miatt sokszor említett Vértes László-barlang mérete. Az sem elképzelhetetlen, hogy az egyesült barlangágak a Vértes László-barlang végpontja, a Szifon-terem alá vezetnek. Ebben az esetben a Gerecse legnagyobb és legmélyebb barlangja lenne. A Szőlősi Arany-lyuk rendszeréhez még 2 feltáratlan víznyelő tartozik, de lehet, hogy még 4–5 nyelővel is kapcsolatban van.
A Magyar Karszt- és Barlangkutató Társulat főtitkárának 1979-ről szóló beszámolója szerint a társulat dokumentációs szakosztályának munkájában úgy vesz részt a Kőbányai Barlangkutató és Hegymászó Szakosztály Gerecse Csoport, hogy felméri a barlang 1979-ben feltárt rányelő szakaszát. Az 1980. évi MKBT Műsorfüzet szerint az Arany-lyuktól kb. 30 m-re lévő töbröt két barlangkutató csoport bontotta. Az 1980. évi MKBT Beszámolóban publikált, Kordos László által írt jelentésben az olvasható, hogy Lendvay Ákos 1980 augusztusában gyűjtött a barlang mosott kövei közül, kb. 8–9 m mélységből 3 db cseréptöredéket.

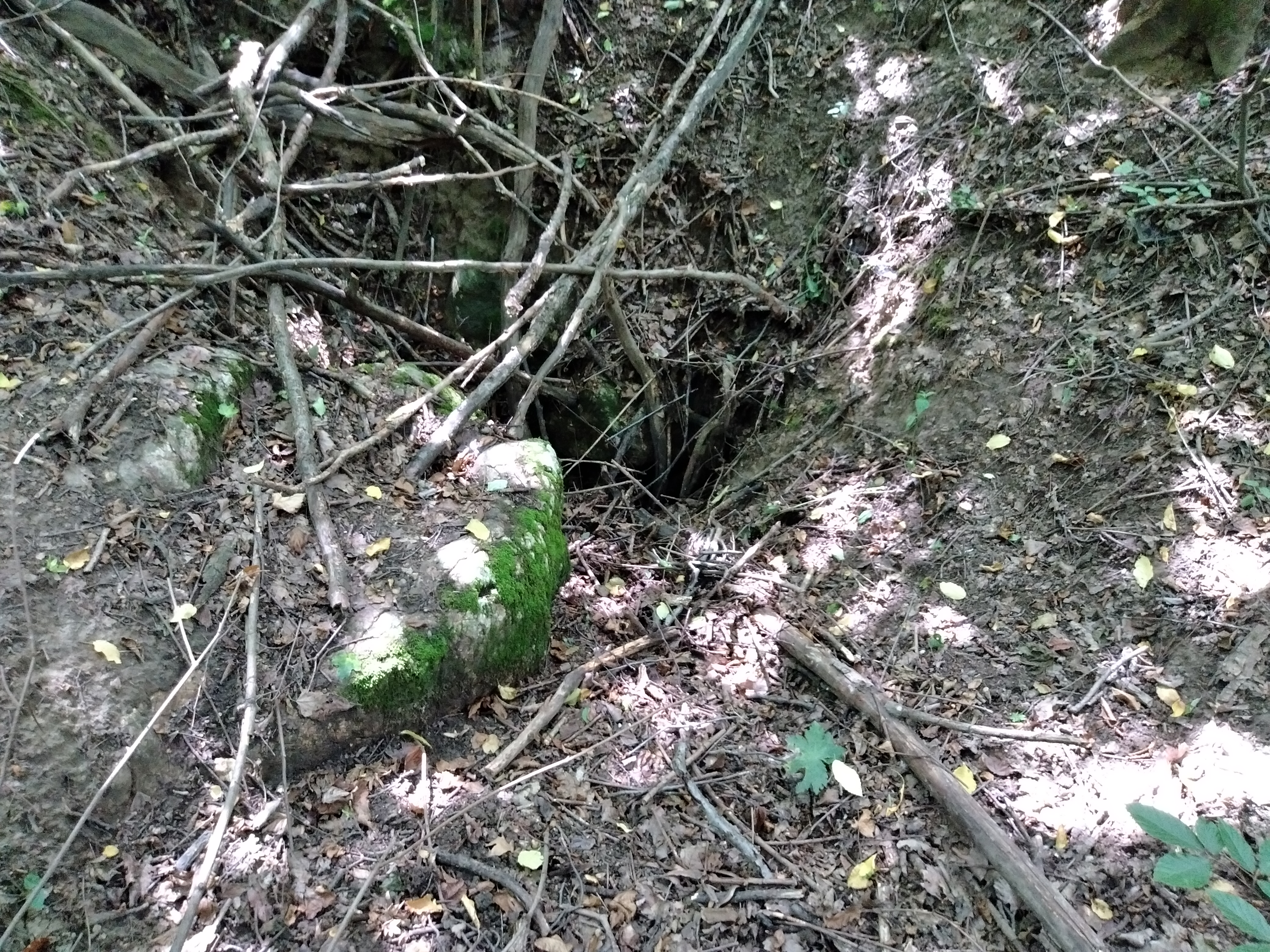
A barlang bejárata

Az 1981. évi Karszt és Barlang 1–2. félévi számában nyilvánosságra lett hozva, hogy a Szöllősi Arany-lyuknak 4630/28. a barlangkataszteri száma. Az 1982. évi MKBT Beszámolóban publikálva lett az 1978. évi csoportjelentéshez mellékelt helyszínrajz. Az 1984-ben napvilágot látott Magyarország barlangjai című könyv országos barlanglistájában szerepel a Gerecse hegység barlangjai között a 4630/28 barlangkataszteri számú barlang szőlősi Arany-lyuk néven Aranylyuk és Öreg-Kovácsi-barlang névváltozatokkal. A listához kapcsolódóan látható a Dunazug-hegység barlangjainak földrajzi elhelyezkedését bemutató 1:500 000-es méretarányú térképen a barlang földrajzi elhelyezkedése. Az 1989. évi Karszt és Barlangban közölt tanulmány szerint egy kis vízfolyás végpontja egy kis víznyelőben, a Szőlősi Arany-lyukban van.
Az 1990. évi Karszt és Barlangban közlésre került, hogy a KÜLKER SC Természetjáró Szakosztály Barlangkutató Csoportja 1989-ben a barlangban állagvédelmi munkát végzett. Az 1994. évi Limesben közölt, Székely Kinga által írt tanulmányban az olvasható, hogy a 4630/28 barlangkataszteri számú Szőlősi Arany-lyuk további nevei Arany-lyuk, Tatabányai Arany-lyuk és 17.sz.víznyelő. Bertalan Károly barlangleltárában a 2-es számú cédulán szerepel az üreg. A Barlangtani Intézetben a barlangnak nincs kataszteri törzslapja, de térképe, fényképe, kutatási törzslapja és irodalmi törzslapja van. Az 1994. évi Limesben megjelent, Juhász Márton által írt dolgozat szerint 1979-ben Lendvay Ákos a barlangban lévő kis patkósdenevéreket említett. A barlangban 1986-ban, 1990-ben és 1991-ben végeztek Juhász Mártonék egy-egy téli és nyári denevérkeresést, de ezek eredménytelenek voltak. A további megfigyeléseket meggátolta a barlangbejárat elzáródása.
A Duna–Ipoly Nemzeti Park Igazgatóság működési területén, a Gerecse hegységben elhelyezkedő és 4630/28 kataszteri számú Szőlősi Arany-lyuk, 2006. február 28-tól, a környezetvédelmi és vízügyi miniszter 8/2006. KvVM utasítása szerint, megkülönböztetett védelmet igénylő barlang. A Juhász Márton által készített, 2007-ben publikált tanulmányban az van írva, hogy a Vértesszőlősön lévő Szőlősi Arany-lyuk közhiteles barlangnyilvántartási száma 4630-28, UTM-kódja CT07C2. Az időszakosan aktív víznyelőbarlang 68 m hosszú és 12 m mély. Jellege miatt számottevő emberi zavarás nem fenyegeti. Csapadékos időben a befolyó víz nagy mennyiségű fatörmeléket, avart és iszapot sodor magával és ezért feltöltődés veszélyezteti a barlangot. Célszerű lenne egy törmelékfogó gátat építeni a bejárat elé. A barlangban a Gerecse Barlangkutató és Természetvédő Egyesület 1986 és 2006 között 27 téli, 17 tavaszi, 23 nyári és 24 őszi (összesen 91) denevér-megfigyelést végzett, amelyek közül 18 téli, 7 tavaszi, 1 nyári és 10 őszi (összesen 36) volt eredményes. A barlangban végzett denevér-megfigyelésekkel kapcsolatos irodalom Juhász Márton 10 kéziratából és Lendvay Ákos 1 kéziratából áll.
| Dátum                | Rhin. hip. | Myo. dau. | Myo. natt. | Myo. myo. | Indet sp. |
| -------------------- | ---------- | --------- | ---------- | --------- | --------- |
| 1997. október 4.     | 2          | –         | –          | –         | –         |
| 1997. október 28.    | 1          | –         | –          | –         | –         |
| 1997. december 6.    | 4          | –         | –          | 2         | –         |
| 1998. január 18.     | 2          | –         | 2          | 2         | –         |
| 1998. március 7.     | 1          | –         | 1          | 4         | –         |
| 1998. december 5.    | –          | –         | –          | 4         | –         |
| 1998. december 31.   | –          | –         | 1          | –         | –         |
| 1999. január 31.     | 1          | –         | –          | 5         | 1         |
| 1999. március 30.    | 1          | –         | –          | 1         | –         |
| 1999. november 14.   | –          | –         | –          | 1         | –         |
| 1999. december 29.   | 1          | –         | 1          | 2         | –         |
| 2000. január 29.     | –          | 2         | 2          | 5         | –         |
| 2000. február 26.    | 1          | 1         | 1          | 3         | –         |
| 2000. december 29.   | 1          | –         | –          | –         | –         |
| 2001. február 27.    | 1          | –         | 1          | 1         | –         |
| 2001. március 24.    | 1          | –         | –          | –         | –         |
| 2001. november 28.   | 1          | –         | –          | –         | –         |
| 2002. január 27.     | –          | –         | –          | 1         | –         |
| 2002. február 26.    | –          | –         | –          | 1         | –         |
| 2002. április 28.    | 1          | –         | –          | –         | –         |
| 2002. október 27.    | –          | 1         | –          | –         | 1         |
| 2002. november 24.   | –          | –         | –          | –         | 1         |
| 2003. február 25.    | –          | –         | –          | 2         | –         |
| 2003. március 25.    | –          | –         | –          | 1         | –         |
| 2003. május 28.      | –          | –         | –          | 1         | –         |
| 2003. október 25.    | 1          | –         | –          | –         | –         |
| 2003. november 28.   | –          | –         | –          | 1         | –         |
| 2003. december 28.   | 2          | –         | –          | 1         | –         |
| 2004. szeptember 25. | 1          | –         | –          | –         | 1         |
| 2004. október 24.    | 1          | –         | –          | –         | –         |
| 2004. december 28.   | 2          | –         | 2          | 4         | –         |
| 2005. január 30.     | –          | –         | –          | 2         | –         |
| 2005. február 26.    | 1          | –         | –          | 2         | –         |
| 2005. március 26.    | –          | –         | –          | 2         | –         |
| 2005. május 28.      | 1          | –         | –          | –         | –         |
| 2005. december 29.   | 1          | –         | –          | –         | –         |
| 2006. június 30.     | –          | –         | –          | 1         | –         |

A Duna–Ipoly Nemzeti Park Igazgatóság működési területén lévő és 4630-28 kataszteri számú Szőlősi Arany-lyuk, 2012. február 25-től, a vidékfejlesztési miniszter 4/2012. (II. 24.) VM utasítása szerint, megkülönböztetetten védett barlang. Az Építésügyi Szemle 2013. évi évfolyamában kiadott tanulmányában Varga Gábor a másodlagos és feltételezett barlangi régészeti lelőhelyek közé sorolta.

## Denevér-megfigyelések
| \| Dátum \| Rhin. hip. \| Myo. dau. \| Myo. natt. \| Myo. myo. \| Myo. bech. \| Bar. bar. \| Indet sp. \| \| -------------------- \| ---------- \| --------- \| ---------- \| --------- \| ---------- \| --------- \| --------- \| \| 1986. január 11. \| – \| – \| – \| – \| – \| – \| – \| \| 1990. június 12. \| – \| – \| – \| – \| – \| – \| – \| \| 1990. október 22. \| – \| – \| – \| – \| – \| – \| – \| \| 1991. január 13. \| – \| – \| – \| – \| – \| – \| – \| \| 1991. június 9. \| – \| – \| – \| – \| – \| – \| – \| \| 1997. augusztus 17. \| – \| – \| – \| – \| – \| – \| – \| \| 1997. október 4. \| 2 \| – \| – \| – \| – \| – \| – \| \| 1997. október 28. \| 1 \| – \| – \| – \| – \| – \| – \| \| 1997. december 6. \| 4 \| – \| – \| 2 \| – \| – \| – \| \| 1998. január 18. \| 2 \| – \| 2 \| 2 \| – \| – \| – \| \| 1998. március 7. \| 1 \| – \| 1 \| 4 \| – \| – \| – \| \| 1998. augusztus 30. \| – \| – \| – \| – \| – \| – \| – \| \| 1998. október 4. \| – \| – \| – \| – \| – \| – \| – \| \| 1998. december 5. \| – \| – \| – \| 4 \| – \| – \| – \| \| 1998. december 31. \| – \| – \| 1 \| – \| – \| – \| – \| \| 1999. január 31. \| 1 \| – \| – \| 5 \| – \| – \| 1 \| \| 1999. március 30. \| 1 \| – \| – \| 1 \| – \| – \| – \| \| 1999. november 14. \| – \| – \| – \| 1 \| – \| – \| – \| \| 1999. december 29. \| 1 \| – \| 1 \| 2 \| – \| – \| – \| \| 2000. január 29. \| – \| 2 \| 2 \| 5 \| – \| – \| – \| \| 2000. február 26. \| 1 \| 1 \| 1 \| 3 \| – \| – \| – \| \| 2000. december 29. \| 1 \| – \| – \| – \| – \| – \| – \| \| 2001. január 28. \| – \| – \| – \| – \| – \| – \| – \| \| 2001. február 27. \| 1 \| – \| 1 \| 1 \| – \| – \| – \| \| 2001. március 24. \| 1 \| – \| – \| – \| – \| – \| – \| \| 2001. április 21. \| – \| – \| – \| – \| – \| – \| – \| \| 2001. május 26. \| – \| – \| – \| – \| – \| – \| – \| \| 2001. június 23. \| – \| – \| – \| – \| – \| – \| – \| \| 2001. július 28. \| – \| – \| – \| – \| – \| – \| – \| \| 2001. augusztus 26. \| – \| – \| – \| – \| – \| – \| – \| \| 2001. szeptember 28. \| – \| – \| – \| – \| – \| – \| – \| \| 2001. október 28. \| – \| – \| – \| – \| – \| – \| – \| \| 2001. november 28. \| 1 \| – \| – \| – \| – \| – \| – \| \| 2001. december 28. \| – \| – \| – \| – \| – \| – \| – \| \| 2002. január 27. \| – \| – \| – \| 1 \| – \| – \| – \| \| 2002. február 26. \| – \| – \| – \| 1 \| – \| – \| – \| \| 2002. március 26. \| – \| – \| – \| – \| – \| – \| – \| \| 2002. április 28. \| 1 \| – \| – \| – \| – \| – \| – \| \| 2002. május 26. \| – \| – \| – \| – \| – \| – \| – \| \| 2002. június 23. \| – \| – \| – \| – \| – \| – \| – \| \| 2002. július 27. \| – \| – \| – \| – \| – \| – \| – \| \| 2002. augusztus 25. \| – \| – \| – \| – \| – \| – \| – \| \| 2002. szeptember 27. \| – \| – \| – \| – \| – \| – \| – \| \| 2002. október 27. \| – \| 1 \| – \| – \| – \| – \| 1 \| \| 2002. november 24. \| – \| – \| – \| – \| – \| – \| 1 \| \| 2002. december 27. \| – \| – \| – \| – \| – \| – \| – \| \| 2003. január 25. \| – \| – \| – \| – \| – \| – \| – \| \| 2003. február 25. \| – \| – \| – \| 2 \| – \| – \| – \| \| 2003. március 25. \| – \| – \| – \| 1 \| – \| – \| – \| \| 2003. április 27. \| – \| – \| – \| – \| – \| – \| – \| \| 2003. május 28. \| – \| – \| – \| 1 \| – \| – \| – \| \| 2003. június 28. \| – \| – \| – \| – \| – \| – \| – \| \| 2003. július 30. \| – \| – \| – \| – \| – \| – \| – \| \| 2003. augusztus 26. \| – \| – \| – \| – \| – \| – \| – \| \| 2003. szeptember 28. \| – \| – \| – \| – \| – \| – \| – \| \| 2003. október 25. \| 1 \| – \| – \| – \| – \| – \| – \| \| 2003. november 28. \| – \| – \| – \| 1 \| – \| – \| – \| \| 2003. december 28. \| 2 \| – \| – \| 1 \| – \| – \| – \| \| 2004. február 28. \| – \| – \| – \| – \| – \| – \| – \| \| 2004. június 28. \| – \| – \| – \| – \| – \| – \| – \| \| 2004. szeptember 25. \| 1 \| – \| – \| – \| – \| – \| 1 \| \| 2004. október 24. \| 1 \| – \| – \| – \| – \| – \| – \| \| 2004. november 28. \| – \| – \| – \| – \| – \| – \| – \| \| 2004. december 28. \| 2 \| – \| 2 \| 4 \| – \| – \| – \| \| 2005. január 30. \| – \| – \| – \| 2 \| – \| – \| – \| \| 2005. február 26. \| 1 \| – \| – \| 2 \| – \| – \| – \| \| 2005. március 26. \| – \| – \| – \| 2 \| – \| – \| – \| \| 2005. május 28. \| 1 \| – \| – \| – \| – \| – \| – \| \| 2005. december 29. \| 1 \| – \| – \| – \| – \| – \| – \| \| 2006. február 28. \| – \| – \| – \| – \| – \| – \| – \| \| 2006. június 3. \| – \| – \| – \| 1 \| – \| – \| – \| \| 2006. szeptember 17. \| – \| – \| – \| – \| – \| – \| – \| \| 2006. december 16. \| – \| – \| – \| – \| – \| – \| – \| \| 2009. február 28. \| – \| – \| – \| – \| – \| – \| – \| \| 2009. május 31. \| – \| – \| – \| – \| – \| – \| – \| \| 2009. október 3. \| – \| – \| – \| – \| – \| – \| – \| \| 2009. december 28. \| 3 \| – \| – \| – \| – \| – \| – \| \| 2010. április 14. \| – \| – \| – \| – \| – \| – \| – \| \| 2010. június 26. \| – \| – \| – \| – \| – \| – \| – \| \| 2010. augusztus 15. \| – \| – \| – \| – \| – \| – \| – \| \| 2010. december 8. \| 4 \| – \| – \| – \| – \| – \| – \| \| 2012. január 14. \| 3 \| – \| 2 \| 1 \| – \| – \| – \| \| 2012. április 15. \| – \| – \| – \| – \| – \| – \| – \| \| 2012. augusztus 26. \| – \| – \| – \| – \| – \| – \| – \| \| 2012. november 18. \| – \| – \| – \| – \| – \| – \| – \| \| 2012. december 30. \| 5 \| – \| – \| 2 \| – \| – \| – \| \| 2013. február 3. \| 6 \| – \| 3 \| 1 \| – \| – \| – \| \| 2013. március 3. \| 5 \| – \| 1 \| 2 \| – \| – \| – \| \| 2013. április 1. \| 4 \| – \| 1 \| 3 \| 1 \| 1 \| – \| \| 2013. április 27. \| – \| – \| – \| – \| – \| – \| – \| \| 2013. június 2. \| – \| – \| – \| – \| – \| – \| – \| \| 2013. augusztus 3. \| – \| – \| – \| – \| – \| – \| – \| \| 2013. szeptember 29. \| – \| – \| – \| – \| – \| – \| – \| \| 2013. december 2. \| – \| – \| – \| – \| – \| – \| – \| \| 2014. január 20. \| 4 \| – \| – \| 1 \| – \| – \| – \| \| 2014. február 23. \| 2 \| – \| – \| – \| – \| – \| – \| \| 2014. március 2. \| – \| – \| – \| – \| – \| – \| – \| \| 2014. július 5. \| – \| – \| – \| – \| – \| – \| – \| \| 2014. december 27. \| 3 \| – \| 1 \| 1 \| – \| – \| – \| |            |           |            |           |            |           |           |
| Dátum | Rhin. hip. | Myo. dau. | Myo. natt. | Myo. myo. | Myo. bech. | Bar. bar. | Indet sp. |
| 1986. január 11. | –          | –         | –          | –         | –          | –         | –         |
| 1990. június 12. | –          | –         | –          | –         | –          | –         | –         |
| 1990. október 22. | –          | –         | –          | –         | –          | –         | –         |
| 1991. január 13. | –          | –         | –          | –         | –          | –         | –         |
| 1991. június 9. | –          | –         | –          | –         | –          | –         | –         |
| 1997. augusztus 17. | –          | –         | –          | –         | –          | –         | –         |
| 1997. október 4. | 2          | –         | –          | –         | –          | –         | –         |
| 1997. október 28. | 1          | –         | –          | –         | –          | –         | –         |
| 1997. december 6. | 4          | –         | –          | 2         | –          | –         | –         |
| 1998. január 18. | 2          | –         | 2          | 2         | –          | –         | –         |
| 1998. március 7. | 1          | –         | 1          | 4         | –          | –         | –         |
| 1998. augusztus 30. | –          | –         | –          | –         | –          | –         | –         |
| 1998. október 4. | –          | –         | –          | –         | –          | –         | –         |
| 1998. december 5. | –          | –         | –          | 4         | –          | –         | –         |
| 1998. december 31. | –          | –         | 1          | –         | –          | –         | –         |
| 1999. január 31. | 1          | –         | –          | 5         | –          | –         | 1         |
| 1999. március 30. | 1          | –         | –          | 1         | –          | –         | –         |
| 1999. november 14. | –          | –         | –          | 1         | –          | –         | –         |
| 1999. december 29. | 1          | –         | 1          | 2         | –          | –         | –         |
| 2000. január 29. | –          | 2         | 2          | 5         | –          | –         | –         |
| 2000. február 26. | 1          | 1         | 1          | 3         | –          | –         | –         |
| 2000. december 29. | 1          | –         | –          | –         | –          | –         | –         |
| 2001. január 28. | –          | –         | –          | –         | –          | –         | –         |
| 2001. február 27. | 1          | –         | 1          | 1         | –          | –         | –         |
| 2001. március 24. | 1          | –         | –          | –         | –          | –         | –         |
| 2001. április 21. | –          | –         | –          | –         | –          | –         | –         |
| 2001. május 26. | –          | –         | –          | –         | –          | –         | –         |
| 2001. június 23. | –          | –         | –          | –         | –          | –         | –         |
| 2001. július 28. | –          | –         | –          | –         | –          | –         | –         |
| 2001. augusztus 26. | –          | –         | –          | –         | –          | –         | –         |
| 2001. szeptember 28. | –          | –         | –          | –         | –          | –         | –         |
| 2001. október 28. | –          | –         | –          | –         | –          | –         | –         |
| 2001. november 28. | 1          | –         | –          | –         | –          | –         | –         |
| 2001. december 28. | –          | –         | –          | –         | –          | –         | –         |
| 2002. január 27. | –          | –         | –          | 1         | –          | –         | –         |
| 2002. február 26. | –          | –         | –          | 1         | –          | –         | –         |
| 2002. március 26. | –          | –         | –          | –         | –          | –         | –         |
| 2002. április 28. | 1          | –         | –          | –         | –          | –         | –         |
| 2002. május 26. | –          | –         | –          | –         | –          | –         | –         |
| 2002. június 23. | –          | –         | –          | –         | –          | –         | –         |
| 2002. július 27. | –          | –         | –          | –         | –          | –         | –         |
| 2002. augusztus 25. | –          | –         | –          | –         | –          | –         | –         |
| 2002. szeptember 27. | –          | –         | –          | –         | –          | –         | –         |
| 2002. október 27. | –          | 1         | –          | –         | –          | –         | 1         |
| 2002. november 24. | –          | –         | –          | –         | –          | –         | 1         |
| 2002. december 27. | –          | –         | –          | –         | –          | –         | –         |
| 2003. január 25. | –          | –         | –          | –         | –          | –         | –         |
| 2003. február 25. | –          | –         | –          | 2         | –          | –         | –         |
| 2003. március 25. | –          | –         | –          | 1         | –          | –         | –         |
| 2003. április 27. | –          | –         | –          | –         | –          | –         | –         |
| 2003. május 28. | –          | –         | –          | 1         | –          | –         | –         |
| 2003. június 28. | –          | –         | –          | –         | –          | –         | –         |
| 2003. július 30. | –          | –         | –          | –         | –          | –         | –         |
| 2003. augusztus 26. | –          | –         | –          | –         | –          | –         | –         |
| 2003. szeptember 28. | –          | –         | –          | –         | –          | –         | –         |
| 2003. október 25. | 1          | –         | –          | –         | –          | –         | –         |
| 2003. november 28. | –          | –         | –          | 1         | –          | –         | –         |
| 2003. december 28. | 2          | –         | –          | 1         | –          | –         | –         |
| 2004. február 28. | –          | –         | –          | –         | –          | –         | –         |
| 2004. június 28. | –          | –         | –          | –         | –          | –         | –         |
| 2004. szeptember 25. | 1          | –         | –          | –         | –          | –         | 1         |
| 2004. október 24. | 1          | –         | –          | –         | –          | –         | –         |
| 2004. november 28. | –          | –         | –          | –         | –          | –         | –         |
| 2004. december 28. | 2          | –         | 2          | 4         | –          | –         | –         |
| 2005. január 30. | –          | –         | –          | 2         | –          | –         | –         |
| 2005. február 26. | 1          | –         | –          | 2         | –          | –         | –         |
| 2005. március 26. | –          | –         | –          | 2         | –          | –         | –         |
| 2005. május 28. | 1          | –         | –          | –         | –          | –         | –         |
| 2005. december 29. | 1          | –         | –          | –         | –          | –         | –         |
| 2006. február 28. | –          | –         | –          | –         | –          | –         | –         |
| 2006. június 3. | –          | –         | –          | 1         | –          | –         | –         |
| 2006. szeptember 17. | –          | –         | –          | –         | –          | –         | –         |
| 2006. december 16. | –          | –         | –          | –         | –          | –         | –         |
| 2009. február 28. | –          | –         | –          | –         | –          | –         | –         |
| 2009. május 31. | –          | –         | –          | –         | –          | –         | –         |
| 2009. október 3. | –          | –         | –          | –         | –          | –         | –         |
| 2009. december 28. | 3          | –         | –          | –         | –          | –         | –         |
| 2010. április 14. | –          | –         | –          | –         | –          | –         | –         |
| 2010. június 26. | –          | –         | –          | –         | –          | –         | –         |
| 2010. augusztus 15. | –          | –         | –          | –         | –          | –         | –         |
| 2010. december 8. | 4          | –         | –          | –         | –          | –         | –         |
| 2012. január 14. | 3          | –         | 2          | 1         | –          | –         | –         |
| 2012. április 15. | –          | –         | –          | –         | –          | –         | –         |
| 2012. augusztus 26. | –          | –         | –          | –         | –          | –         | –         |
| 2012. november 18. | –          | –         | –          | –         | –          | –         | –         |
| 2012. december 30. | 5          | –         | –          | 2         | –          | –         | –         |
| 2013. február 3. | 6          | –         | 3          | 1         | –          | –         | –         |
| 2013. március 3. | 5          | –         | 1          | 2         | –          | –         | –         |
| 2013. április 1. | 4          | –         | 1          | 3         | 1          | 1         | –         |
| 2013. április 27. | –          | –         | –          | –         | –          | –         | –         |
| 2013. június 2. | –          | –         | –          | –         | –          | –         | –         |
| 2013. augusztus 3. | –          | –         | –          | –         | –          | –         | –         |
| 2013. szeptember 29. | –          | –         | –          | –         | –          | –         | –         |
| 2013. december 2. | –          | –         | –          | –         | –          | –         | –         |
| 2014. január 20. | 4          | –         | –          | 1         | –          | –         | –         |
| 2014. február 23. | 2          | –         | –          | –         | –          | –         | –         |
| 2014. március 2. | –          | –         | –          | –         | –          | –         | –         |
| 2014. július 5. | –          | –         | –          | –         | –          | –         | –         |
| 2014. december 27. | 3          | –         | 1          | 1         | –          | –         | –         |

## További irodalom
- Cramer, Helmuth – Kolb, H[einrich] – Vigh [Gyula] J.: Weitere Beiträge zur Geologie ungarischer Karstgebiete. Beobachtungen im Gerecse-Gebirge. Mitteilungen über Höhlen- und Karstforschung, 1931. Berlin. 1–9., 33–40. old.
- Papp Ferenc: Dunántúl karsztmorfológiája. Kézirat. Budapest, 1961. 71 old. (A kézirat megtalálható a Bibliotheca Speleologica gyűjteményében.)
- Schőnviszky László: A Gerecse barlangjai. Kézirat. (1967?)
- Schőnviszky László: A gerecsei barlangokra vonatkozó irodalom jegyzéke, egyéb feljegyzések. Kézirat. (1930–1970 közötti kutatások adatai.)
- Vajna György: Tatabánya rejtett értékei. Aranylyuk - Átoklyuk - Búvólyuk. Itthon, 1991. november 8. 8. old.
- Vigh Gyula: Felvételi lapja. Kézirat. (A kézirat megtalálható MÁFI TUK. A-4961/3-2)
- –: Kirándulók térképe. 11. sz. Gerecse és Gete. Mérték 1:50.000. Tervezte és kiadja a Magyar Királyi Állami Térképészeti Intézet. Budapest, 1936.